# Nepenthes mapuluensis
Nepenthes mapuluensis J.H.Adam & Wilcock, 1990 è una pianta carnivora della famiglia Nepenthaceae, endemica del Kalimantan Orientale, Borneo, dove cresce a 700–800 m.

## Conservazione
La Lista rossa IUCN classifica Nepenthes mapuluensis come specie in pericolo di estinzione (Endangered).